# 青春之地 (爱尔兰神话)
青春之地 （爱尔兰语：Tír na nÓg，愛爾蘭語發音：[tʲiːɾʲ n̪ˠə ˈn̪ˠoːɡ]；古爱尔兰语：Tír inna n-Óc；苏格兰盖尔语：Tìr nan Òg）是爱尔兰神话中的异世界，或译“提尔纳诺”、“青春之国”等。青春之地又称“应许之地”（Tír Tairngire）、“浪下之地”（Tír fo Thuinn）等，其与其他凯尔特神话中的彼世，例如“欢喜之平原”Mag Mell和阿瓦隆等有相似之处。
青春之地被认为是地图以外之境，在极西的岛屿之上。达努神族在离开爱尔兰地上之后在那里居住下来，并被爱尔兰的一些伟大英雄所造访。艰险的远航、或是仙子居民的邀请，都是到达那里的途径。在中世纪的echtrae（意即「历险」）和immram（意即「遠航」）题材的传说中，该岛也经常被爱尔兰的英雄和僧侣们所造访，其中最广为人知的是莪相与妮芙造访青春之地的故事。与人们通常的印象不同，青春之地并不是死去的英雄的归处，而是一个地上的乐园，住着超自然的存在，偶尔被走运的水手或是探险者所造访。在这个异世界中，疾病和死亡并不存在。这是一个青春和快乐永驻的地方。在这里，音乐、力量、生命，以及其他各色令人愉悦的追求交织在一起。在这里，快乐永存；没有人需要食物或水。其大致相当于希腊神话中的爱丽舍，或是挪威神话中的瓦尔哈拉，虽然其与二者存在着重要、显著的不同之处。

## 爱尔兰神话

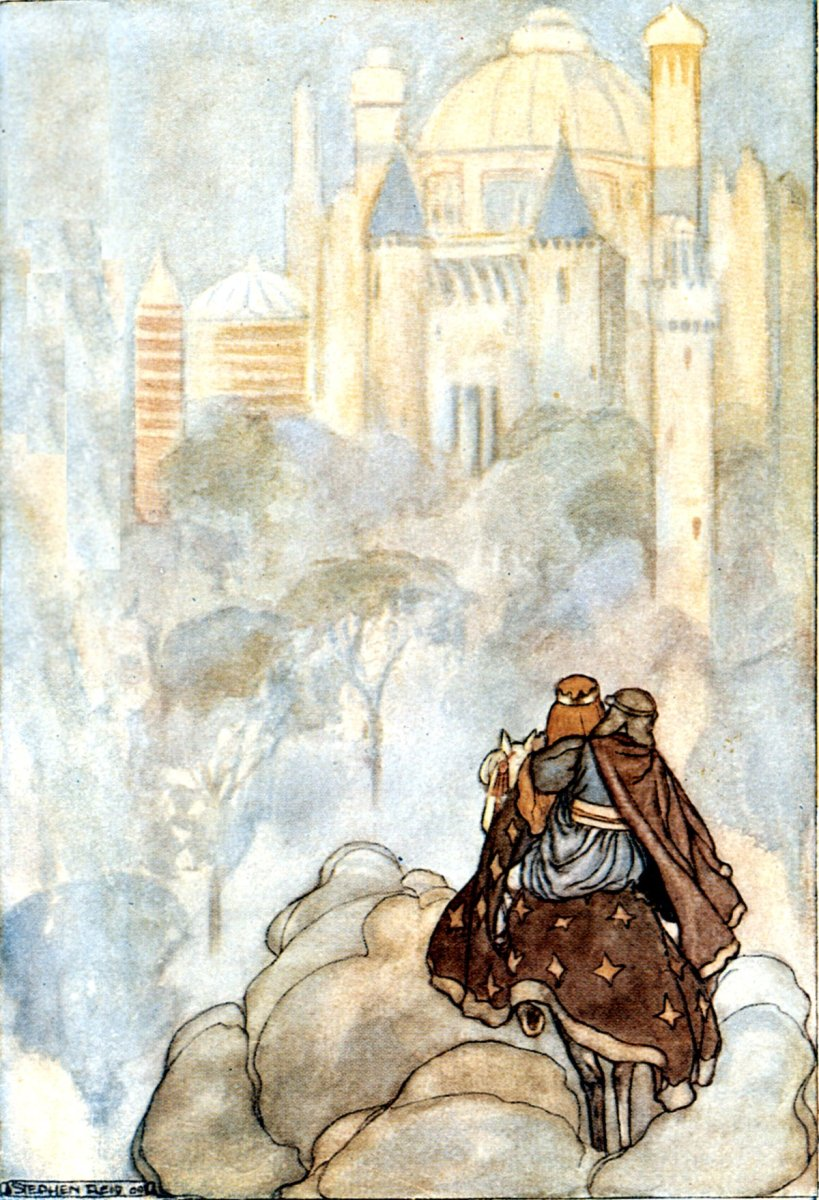
莪相与妮芙抵达青春之地，Stephen Reid，1910（插画）

### 莪相故事
青春之地在莪相与金发妮芙的故事中有着重要的作用。莪相是吟游诗人和战士，是传奇英雄芬恩·麦克库之子，他与海神之女金发妮芙相恋。为了到达青春之地，冒险者需要一个向导；对于莪相，妮芙便是这个向导。他们一同乘着魔马旅行，跃过水面，到达青春之地，在那里度过了三年的极乐生活。最后，莪相对家乡感到思念，希望回到故土。虽然对他来说感觉只是三年，他实际上已经与妮芙一起生活了三百年的时间。他于是乘着妮芙的魔马回到家乡，妮芙警告他如果他的脚踏上地面，那么他便会永远地被禁止进入青春之地；但事实是，如果他那么做，这几百年的光阴便会在一瞬间落于他身上，于是他便会瞬间衰老并死去。当莪相在寻找他的費奧納戰士團的同伴和亲友时，他帮人移开一块石头——他用一隻手举起并扔出了石头，结果从马上掉了下来，瞬间变成双目失明的老人，不久后就离开人世。
莪相与妮芙的故事与其他许多传说有着惊人的相似之处，尤其是日本浦岛太郎的故事。法蘭西斯·海因茲·格魯姆在他的《吉普赛民间传说》中收录了另一个相似的故事。另一个版本则是关于古不列颠传说中的赫拉王：他造访了异世界，在两百年后——当他的领土已经被盎格鲁撒克逊人所占据时才回来。“以弗所之七圣童”，一群在公元250年左右躲入艾弗所城外的一个山洞的基督教的年轻人们，则据说在大约180年后，在狄奧多西二世统治期间，才醒来。
另外版本的神话中，莪相独自来到青春之地，发现了一位长着猪头的少女，她是青春之地国王的女儿。由于每过七年就会有人挑战王位，国王便向德鲁伊求教，并听信德鲁伊的预言、将女儿的头变成猪头，以便防止未来的女婿来到青春之地，夺走他的王位。国王的女儿得知，只要能嫁给芬恩·麦克库的儿子，她就能恢复原貌。因此，她与莪相相遇后向他讲明原委，莪相于是答应与她成婚，国王之女也变回了美貌少女的模样。莪相击败国王，赢得了王位，也不再有人再来挑战他的位置。
猪在凯尔特文化中占有特殊的地位，常代表着好运、财富等。

### 其它故事
在一段传说中，一位满头白发的战士曾带着一根结着三颗金苹果的银树枝拜访至高王科马克·麦克阿特，声称自己来自一片“没有岁月、腐朽、谎言、悲伤、忧郁、仇恨、嫉妒或傲慢的土地”。科马克请求与他结盟，并索要银树枝；战士答应了，作为交换，向科马克索要了三件恩惠。结果，科马克发现所谓三件恩惠是他的妻子、儿子和女儿，他们被战士劫走了。科马克一路跟随战士，穿过浓雾，见到了各种奇异美丽的景象。他见到了战士和一位戴着金色头盔的金发女子，他们正命令厨师将猪烤熟，厨师却说，除非有人讲出四句真话，否则猪就不能烤熟。科马克加入了三人，厨师、战士和金盔女子分别讲了三件真相，都透露出这片土地的丰饶和奇异，轮到科马克时，他便讲出了战士和银树枝的事情。科马克分到猪肉，说自己没有五十个人陪伴就不能吃饭，战士便唱起歌令科马克入睡；一觉醒来之后，科马克发现出现了五十名武士，他的妻子儿女也出现在面前。战士于是告诉他，自己的真实身份是海神马纳南·麦克里尔，此行的目的就是将科马克引入应许之地，还给了他一个富有魔力的杯子；倘若说出三次谎言，杯子就会自动碎裂，而再说出三次真相，杯子又会复原。马纳南·麦克里尔告诉科马克，他可以带着妻子儿女和杯子返回人世，但他死后妻子儿女和杯子就会被带回应许之地。之后，马纳南向科马克解释了他一路所见的奇景的寓意。

## 大眾文化
- 动画电影《海洋之歌》中精靈們存在的世界即為青春之地。
- 漫画、动漫《魔法使的新娘》中，青春之地另稱「常青之國」，由妖精國王奧伯隆與妖精女王媞坦妮亞統治。

## 拓展阅读
- W. B. Yeats, Fairy and Folk Tales of the Irish Peasantry （页面存档备份，存于）